# محمد جقلان
محمد جقلان هو لاعب كرة قدم سوري. يلعب في مركز الوسط.

## روابط خارجية
- محمد جقلان على موقع عالم كرة القدم.نت (الإنجليزية)